# Mateusz Wyszomirski
Mateusz Wyszomirski (ur. 9 stycznia 1993) – polski biegacz średnio- i długodystansowy.
Zawodnik klubu OKS Start Otwock. Brązowy medalista mistrzostw Polski w biegu na 1500 metrów (2016). Dwukrotny młodzieżowy mistrz Polski w biegu na 1500 metrów (2014, 2015) oraz młodzieżowy mistrz Polski w biegu na 5000 metrów (2015).
Wybrane rekordy życiowe: 1500 metrów - 3:42.09 (2016), 5000 metrów - 14:16.55 (2015).